# Xingning
Xingning (兴宁市S, XīngníngP) è una città-contea della Cina, situata nella provincia del Guangdong e amministrata dalla prefettura di Meizhou.